# ジョルジョ・ペルラスカ
ジョルジョ・ペルラスカ（Giorgio Perlasca, 1910年1月31日 - 1992年8月15日）は、イタリアの実業家。元ファシスト党員。1944年冬、ハンガリーにおいてスペイン総領事を装い、東欧のユダヤ人5,218名を救出した。その功績が認められ、1989年に諸国民の中の正義の人に加えられた。

## 生い立ち
イタリア王国ロンバルディア州コモで生まれ、ヴェネト州マゼラ・ディ・パードヴァで育つ。1920年代にはファシスト党の支持者となり、第二次エチオピア戦争、スペイン内戦に従軍した。スペイン内戦での功績により、彼はフランシスコ・フランコから外交上の使命を与えられた。
一方で、ベニート・ムッソリーニがナチス・ドイツと同盟を組み、1938年にイタリア人種法が制定されたころから、ペルラスカはファシズムに幻滅するようになった。

## 第二次世界大戦中
第二次世界大戦が勃発すると、彼はバルカン半島でイタリア陸軍の調達活動を支援した。その後イタリア政府から正式に外交特権を与えられ、東部戦線で戦うイタリア陸軍に供給する肉の調達のため東欧に派遣された。しかし1943年9月8日にイタリアが降伏したため、イタリア人はムッソリーニが創設したイタリア社会共和国につくか、連合国と協力する国王側に着くかの選択を迫られた。そして、ペルラスカは連合国側についた。
ブダペストにおいて彼は逮捕され、外交官用の収容施設に拘束された。数か月後、彼は医療パスを用いてハンガリー国内を旅し、スペイン大使館に亡命を申請した。彼がかつてスペイン内戦に従軍した退役軍人であり、また「Jorge」という名を名乗ることにしたため、彼は自由の身となった。
彼はスペイン臨時代理大使アンヘル・サンツ・ブリッツやほかの中立国の外交官らと協力し、ハンガリーからユダヤ人を脱出させる手助けをした。彼はまず、ユダヤ人を中立国の保護下に置くための「保護カード」を支給し、治外法権が適用される大使館管理のセーフハウスへユダヤ人たちを誘導し、ユダヤ人の身を守った。
1944年11月、サンツ・ブリッツはペルラスカに告げることなくハンガリーを離れ、ペルラスカはハンガリーに留まった。ハンガリー政府は、ユダヤ人が隠れているスペイン大使館建屋、同大使館が管理する付属建物への立入検査を要求した。これに対し、ペルラスカは「サンツ・ブリッツは一時帰国しただけであり、その間は自分を臨時代理大使に任命した」という虚偽の説明をして難を逃れた。一冬を通じ、ペルラスカはバプテストのユダヤ人たちの避難・亡命を積極的に支援し、食糧を与え続けた。またスペイン政府発行のセーフ・コンダクトを発行し続けた。その根拠は、スペインが1924年12月20日に制定した法律で、セファルディムのユダヤ人（特に15世紀にスペインから追い出されたイベリア系ユダヤ人）に市民権を与えたことであった。ただしこの法律は1930年に廃止されていたが、ハンガリー当局はそれに気づいていなかった。

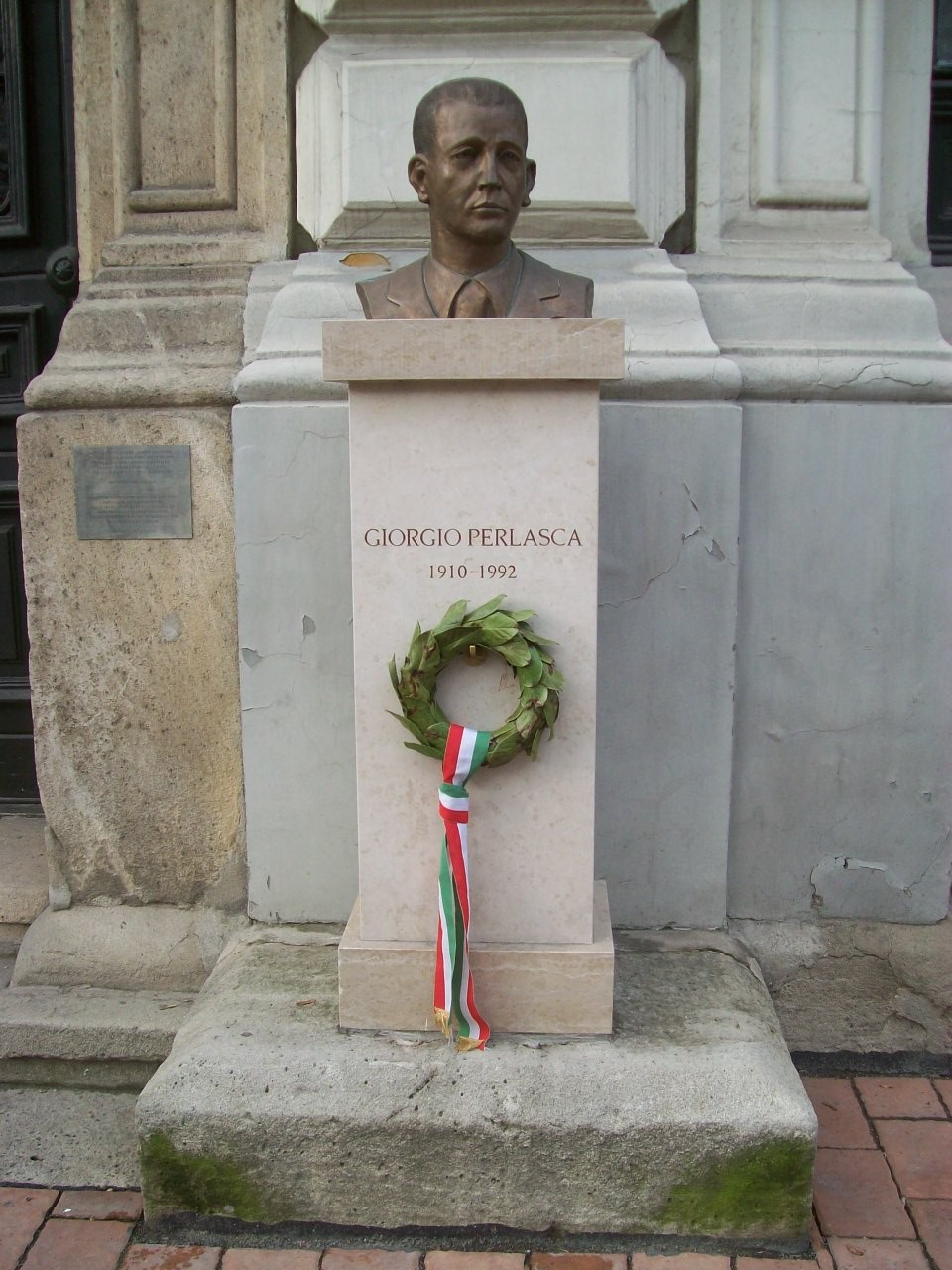
ブダペストにあるペルラスカの胸像

1944年12月、ペルラスカは貨物列車に押し込まれた2人の少年を救出するため、居合わせたドイツ軍中佐に抗議した。スウェーデン外交官のラウル・ワレンバーグもその場に居合わせており、後にペルラスカが抗議した相手がアドルフ・アイヒマンだったことを伝えた。1944年12月1日から翌年1月16日までの間に、ペルラスカはさらに5,000人以上のユダヤ人を救出した。
ペルラスカによると、彼は6万人が暮らすブダペスト・ゲットーの破壊計画を阻止した。ペルラスカがスペイン総領事に扮していたとき、彼はSSとハンガリーの極右政党矢十字党がゲットーを破壊しようとしていることに気づいた。彼は直接ハンガリー政府の内務大臣ガーボル・ヴァイニャに交渉し、もし計画を撤回しなければスペイン住民として認めた3,000人のハンガリー国民に対して法的・経済的措置をとると脅迫した。この交渉ののち、実際にブダペスト・ゲットー破壊計画は撤回された。

## 戦後
戦争終結後、ペルラスカは1945年8月にイタリアへ帰還した。同年6月5日時点ではまだイスタンブールにおり、彼がスペイン大使館に代わって行った活動に対する法的措置を免れるため、自身の活動についての簡単な報告書を在トルコスペイン総領事に提出した。イタリア帰国後、同年10月13日により詳細な報告書を作成し、マドリードのスペイン外相とイタリア政府宛に送付した。加えて自身が成り代わったサンツ・ブリッツにも簡単な手記を送ったが、ブリッツはペルラスカの業績が認められると期待しないよう警告した。
ペルラスカは自身の行いについて家族にさえ話しておらず、ただそれを聞くにふさわしいと判断した人々にだけ話していた。一方で彼が記録を送付した外交当局等は政治的理由もしくは関心の低さによって彼の行いを無視した。1946年にペルラスカの記録の写しを送ってほしいと依頼し彼の名前が広がることに貢献したユダヤ人歴史家でさえ、政治的理由に配慮してかその話の一部を省略した。むしろペルラスカはユダヤ人救出のために利用した高級車（フィアット・500）の代金を自前で払うことになり、その資金調達に苦労した。
1961年のアイヒマン裁判の際、レスト・デル・カリーノ紙がペルラスカの話について記事にしたことがあり、その後60年代末期にもイタリアの全国紙「ラ・スタンパ」で記事が掲載された。
ペルラスカは自身の事績について家族には隠し続けていたが、1980年に脳梗塞を患った後、初めて近親者に自身が書いた手記をした。しかしその内容については明かさなかったため、家族がその内容を知ったのは1987年に手記が公開されたときであった。
1987年、ペルラスカに命を救われたユダヤ系ハンガリー人の団体がついにペルラスカを発見した。かれらはスペインで42年間ペルラスカを探していた。その後2002年に彼の事績について述べた本が主版され、ベストセラーになったことでより多くの人に知られることになった。さらにその本を原作として2002年にはイタリア放送協会が『戦火の奇跡 ユダヤを救った男』として映画化した。1989年、ペルラスカはハンガリー議会本会議にて表彰された。その後米国ワシントンD.C.にあるホロコースト記念博物館から表彰を受けた際、数多くのジャーナリストから取材を受けた。
1991年10月、ペルラスカはイタリア政府からイタリア共和国功労勲章グランデ・ウッフィチャーレを授与され、上院からは功労者年金の授与を提案されたが、ペルラスカはその申し出を断った。
1992年8月15日、心筋梗塞のためパドヴァで死去。

## 栄典
- 1987年、イスラエル名誉市民としてヤド・ヴァシェムに石碑が設置される[18][19]。
- 1989年、諸国民の中の正義の人
- 1991年、スペイン政府からイサベル・ラ・カトリカ女王勲章ナイト・グランド・クロス章受章
- 1991年、イタリア共和国功労勲章カヴァリエーレ・ディ・グラン・クローチェ章受章